# Mas Solsona
El Mas Solsona és un mas situat al sud-est del municipi de Vallfogona de Balaguer, a la comarca catalana de la Noguera a la riba de la Sequia Segona del Canal d'Urgell a 226 metres d'altitud.